# Avskogning i Indonesien

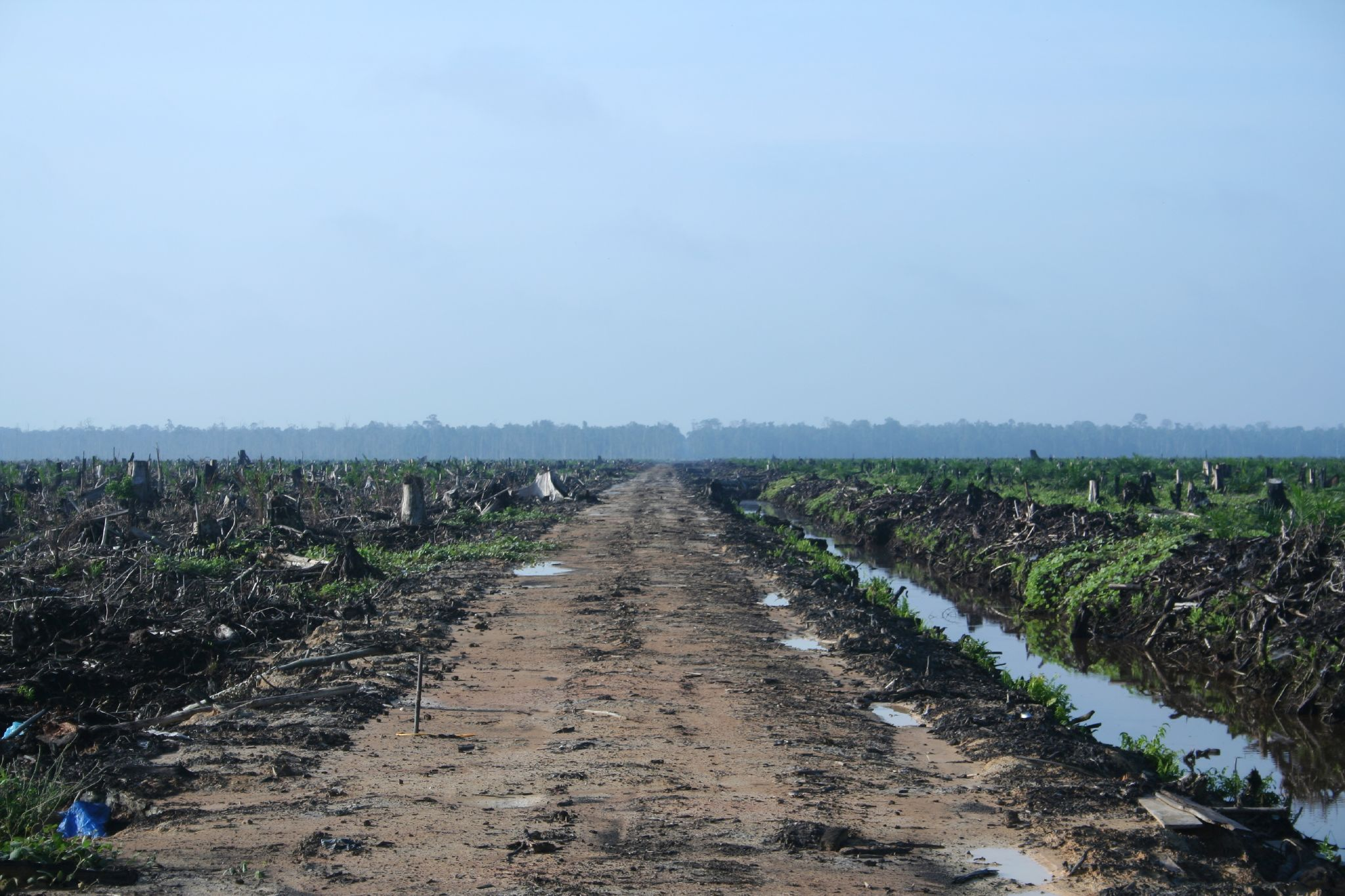
Avskogning i Riau-provinsen, Sumatra för att ge rum för oljepalm-plantager (2007)

Avskogningen i Indonesien har varit omfattande sedan 1970-talet med stora miljömässiga konsekvenser. I början av 1900-talet var Indonesien praktiskt taget helt täckt av skogar. Skogen täckte då omkring 170 miljoner hektar eller 84 procent av landytan. I slutet av seklet hade skogsytan minskat till 98 miljoner hektar. Stora skogsarealer har förlorats genom att skogen huggits ner av multinationella företag för att bli pappersmassa. Skogen har också bränts ner för att ge rum för odling liksom för att sälja stockar och bearbetade trävaror, inte minst till Kina och Japan.

## Regnskogen
Med nuvarande hastighet kommer Indonesiens tropiska regnskog att ha avverkats inom 10 år och Papua Nya Guineas på 13 till 16 år .